# Station Westrozebeke
Station Westrozebeke is een voormalig spoorwegstation in Westrozebeke, een deelgemeente van de gemeente Staden. Het gehucht met kerk bij het station is Vijfwegen. Het lag aan spoorlijn 63. Het station werd al meer dan een halve eeuw geleden gesloten voor reizigersverkeer, maar goederenverkeer bleef mogelijk tot in 2003, dit was enkel ten behoeve van de kazerne in Houthulst. De militaire bevoorrading was de enige reden dat het traject Kortemark-Vijfwegen niet opgebroken werd, zoals de rest van spoorlijn 63. In 2005 werd dit stuk ten slotte ook opgebroken en omgevormd tot fietspad; de Vrijbosroute. Deze groene as verbindt Kortemark met Boezinge.

Tegenwoordig wordt het stationsgebouw door het gemeentebestuur verhuurd als polyvalente ruimte. Tegenover het station, aan de andere kant van de Vrijbosroute, is een eenvoudige betonnen rustplaats door de overheid geïnstalleerd voor fietsers en wandelaars. 

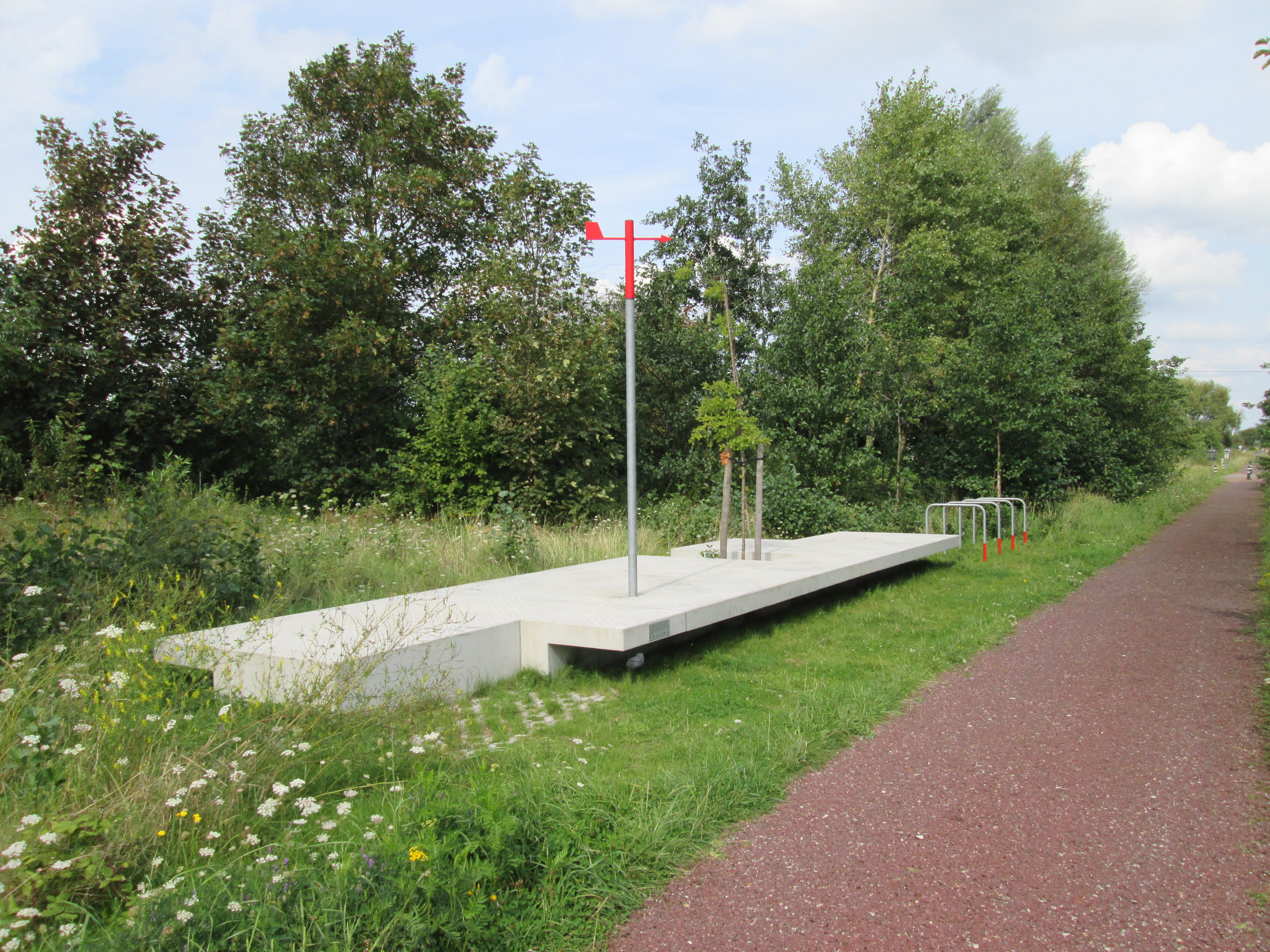
Ter hoogte van het voormalig station van Westrozebeke is aan de Vrijbosroute een betonnen rustplaats voorzien voor fietsers en wandelaars.

0,0: Torhout ·
6,7: Kortemark ·
9,7: Sint-Jozef ·
12,9: Staden ·
16,9: Westrozebeke ·
19,7: Poelkapelle ·
22,7: Langemark ·
27,1: Boezinge ·
31,0: Brielen ·
32,3: Ieper